# Калабрія (фема)
Фема Калабрія (грец. θέμα Καλαβρίας) — військово-адміністративна одиниця Візантійської імперії (фема), яка розташовувалась на півдні Італії. Утворено 902 року. Отримала назву за областю Калабрія. Припинила існування близько 965 року внаслідок утворення Італійського катепанату.

## Історія
З метою захисту південноіталійських володінь від нападу арабів з моря та лангобардів, що наступали з півночі десь в 640-х роках було утворено дукат Калабрія. У 687/695 році він увійшов до складу феми Сицилія. В Калабрії розташовувалися тилові бази та порти, звідки здійснювалося патрулювання узбережжя для оборони від арабських піратів. Протягом IX ст. візантійці поступово втратили усі володіння на Сицилії. Водночас здійснювалися напади на саму Калабрію. У 840 році араби зайняти Тарент, а 842 року — Барі. У 850-х роках було втрачено міста Тропеа, Амантеа і Санта-Северина. В результаті більша частина Калабрії опинилася під владою мусульман. Тоді ж більш широке поняття Калабрія стало застосовуватися лише до частини південно-західного узбережжя Тарентської затоки.
У 880 році візантійці перейшли у наступ. Спочатку було відвойовано гірське плато Сила та мис Колонія. До 885 року відвойвано було північну Калабрію та східну Луканію. Це загалом частково відновило позиції імперії в Італії. Тому 902 року було утворено фему Калабрія. Деякий час стали називатися усі візантійські володіння в Південній Італії. В Калабрії імперія мала доволі міцну опору через щільність населення, яке переважно було грецьким або романізованим, лише в деяких районах мешкали лангобарди.
З 911 року Калабрійську фему імператори стали більше орієнтувати для війни з Сицилійським еміратом. У 918 році стратег Євстафій уклав мир з Сицилійським еміратом в обмін на щорічну данину у 22 тис. номісм. У 920 році через податковий тиск повстало місцеве населення, внаслідок чого близько 922 року було вбито стратгеа Іоанна Музалона. У 924 році завдяки дипломатії імператора Романа I вдалося скоротити розмір данини до 11 тис. номісм. У 926 році відбито напада на фему з боку князівства Салерно ігерцогства Капуя. У 929—930 роках Калабрія зазнала жорстоких нападів з боку сицилійських арабів.
У 934 року візантійці припинили сплату данини. Втім, вже у 938 році було поєднано командування фемами Лонгобардія і Калабрія, оскільки засобів однієї феми було недостатньо для боротьби з ворогами. У 951 році війська Сицилійського емірату захоплюють місто Регій, але вже у 952 році стратег Калабрії Пасхалій спільно з Малакіном, стратегом Лонгобардії, завдав поразки арабам у битві при Джераче. У 955 році новий стратег Маріан Аргир домовився за мир з еміратом вобмін на відновлення сплати данини. Втім вже у 956 році новий стратег Василь завдав поразки мусульманам, відмовившись сплачувати данину. На деякий час імператорським військам вдалося закріпитися в гірських районах біля Мессіни та Тавроменія, але у 960-х роках ці землі було втрачено.
Водночас внутрішня ситуація в фемі не відрізнялася сталістю, оскільки, окрім зовнішньої загрози, за часів перших імператорів Македонської династії посилився податковий тиск, викликаний важкими війнами Візантії з Болгарією та мусульманськими еміратами в Малій Азії. Між 965 та 975 роками фему Калабрію було включено до катепанату Італія.

## Адміністрація
Територія феми десь відповідала сучасного регіону Калабрія. Адміністративним центром було місто Регій (лише у 960-х роках на деякий час стає місто Россано). На чолі стояв стратег, що отримував щорічну зарплатню у 12 лібрів золота. Йому підпорядковувалося 2 тис. вояків.

## Відомі стратеги
- Євстафій (916—918)
- Іоанн Музалон (918—922)
- Пасхалій (950—955)
- Маріан Аргир (955—956)
- Василь (956—958)